# Lista över kanadensiska filmer från 2000-talet
Detta är en lista över filmer som produceras i Kanada under 2000-talet och är sorterad efter året och datumet filmen släpptes.
| 2000                                       |                                          |                                                                        |                          |                                                                    |
| Apartment Hunting                          | Bill Robertson                           | Kari Matchett, Rachel Hayward                                          | Romantisk komedi         |                                                                    |
| Bait                                       | Antoine Fuqua                            | Jamie Foxx                                                             | Action komedi            |                                                                    |
| Blacktop                                   | T.J. Scott                               | Meat Loaf, Kristin Davis                                               | Thriller                 |                                                                    |
| Camera                                     | David Cronenberg                         | David Cronenberg                                                       | Kortfilm                 |                                                                    |
| Casper's Haunted Christmas                 | Owen Hurley                              |                                                                        | Animation                |                                                                    |
| Children of My Heart                       | Keith Ross Leckie                        | Geneviève Désilets, Geneviève Bujold, Michael Moriarty                 | Drama                    | Baserad på en roman av Gabrielle Roy                               |
| The Claim                                  | Michael Winterbottom                     | Peter Mullan, Milla Jovovich                                           | Western, Romantik        |                                                                    |
| Cord                                       | Sidney J. Furie                          | Daryl Hannah, Jennifer Tilly, Bruce Greenwood, Vincent Gallo           | Thriller                 |                                                                    |
| Ginger Snaps                               | John Fawcett                             | Emily Perkins, Katharine Isabelle                                      | Skräck                   |                                                                    |
| Hochelaga                                  | Michel Jetté                             | Dominic Darceuil                                                       | Gangsterdrama            |                                                                    |
| Maelström                                  | Denis Villeneuve                         | Marie-Josée Croze                                                      | Drama                    | Genie Award for Best Motion Picture                                |
| My Left Breast                             | Gerry Rogers                             | Gerry Rogers, Peg Norman                                               | Dokumentär               |                                                                    |
| Traître ou Patriote                        | Jacques Godbout                          |                                                                        | Dokumentär               |                                                                    |
| waydowntown                                | Gary Burns                               | Fab Filippo, Don McKellar                                              | Svart komedi             |                                                                    |
| 2001                                       |                                          |                                                                        |                          |                                                                    |
| The Art of Woo                             | Helen Lee                                | Sook-Yin Lee, Adam Beach                                               | Romantisk komedi         |                                                                    |
| Avalanche Alley                            | Paul Ziller                              | Ed Marinaro, Nick Mancuso                                              | Äventyr, Drama           |                                                                    |
| Atanarjuat                                 | Zacharias Kunuk                          | Natar Ungalaaq                                                         | Drama                    |                                                                    |
| Century Hotel                              | David Weaver                             | Lindy Booth, Colm Feore                                                | Drama, Mysteri, Romantik |                                                                    |
| Druids                                     | Jacques Dorfmann                         | Christopher Lambert, Klaus Maria Brandauer                             | Historisk, Äventyr       |                                                                    |
| Jesus Christ Vampire Hunter                | Lee Demarbre                             |                                                                        | Action komedi, Skräck    |                                                                    |
| Lost and Delirious                         | Léa Pool                                 | Jessica Paré                                                           | Drama                    |                                                                    |
| Trains of Winnipeg                         | Clive Holden                             |                                                                        | Kortfilm serie           |                                                                    |
| Treed Murray                               | William Phillips                         | David Hewlett, Clé Bennett                                             | Drama                    |                                                                    |
| 2002                                       |                                          |                                                                        |                          |                                                                    |
| Ararat                                     | Atom Egoyan                              | David Alpay, Charles Aznavour, Christopher Plummer                     | Drama                    | Om det Armeniska folkmordet                                        |
| The Bay of Love and Sorrows                | Tim Southam                              | Peter Outerbridge                                                      | Drama                    |                                                                    |
| Bollywood/Hollywood                        | Deepa Mehta                              | Rahul Khanna, Lisa Ray                                                 | Romantisk komedi, Drama  |                                                                    |
| Cube 2: Hypercube                          | Andrzej Sekuła                           | Kari Matchett, Geraint Wyn Davies                                      | Sci-fi, Skräck           | Uppföljaren till Cube                                              |
| Cypher                                     | Vincenzo Natali                          | Jeremy Northam, Lucy Liu, Nigel Bennett                                | Sci-fi, Thriller         |                                                                    |
| Dracula: Pages from a Virgin's Diary       | Guy Maddin                               |                                                                        | Skräck                   |                                                                    |
| Duct Tape Forever                          | Eric Till                                | Steve Smith, Patrick McKenna                                           | Komedi                   | Baserad på The Red Green Show                                      |
| Evelyn: The Cutest Evil Dead Girl          | Brad Peyton                              | Nadia Litz                                                             | Svart komedi             |                                                                    |
| Flower & Garnet                            | Keith Behrman                            | Callum Keith Rennie                                                    | Drama                    | Claude Jutra Award                                                 |
| FUBAR: The Movie                           | Michael Dowse                            | David Lawrence                                                         | Fiktiv dokumentärfilm    | Debuterade på Sundance                                             |
| Men with Brooms                            | Paul Gross                               | Paul Gross, Leslie Nielsen                                             | Komedi                   |                                                                    |
| Séraphin: un homme et son péché            | Charles Binamé                           | Pierre Lebeau, Karine Vanasse, Roy Dupuis                              | Drama                    | Golden Reel Award                                                  |
| 2003                                       |                                          |                                                                        |                          |                                                                    |
| À Hauteur d'homme                          | Jean-Claude Labrecque                    | Bernard Landry                                                         | Dokumentär               | Vinnare av Jutra Award                                             |
| The Barbarian Invasions                    | Denys Arcand                             | Rémy Girard                                                            | Komedi, Drama            | Oscar för bästa utländska film                                     |
| The Corporation                            | Jennifer Abbott, Mark Achbar             | Jane Akre, Ray Anderson                                                | Dokumentär               | Audience Award på Sundance                                         |
| Cowards Bend the Knee                      | Guy Maddin                               |                                                                        | Romantik, Drama          | Planerades ursprungligen som en peep-show                          |
| Emile                                      | Carl Bessai                              | Ian McKellen, Deborah Kara Unger                                       | Drama                    |                                                                    |
| Expiration                                 | Gavin Heffernan                          | Janet Lane, Gavin Heffernan                                            | Drama, Fantasy           |                                                                    |
| Love That Boy                              | Andrea Dorfman                           | Nadia Litz                                                             | Romantisk komedi         |                                                                    |
| Mambo Italiano                             | Émile Gaudreault                         | Luke Kirby                                                             | Komedi, Drama            |                                                                    |
| The Saddest Music in the World             | Guy Maddin                               | Isabella Rossellini, Mark McKinney                                     | Comedy, Musikal          | Vinnare av juryns pris på U.S. Comedy Arts Festival                |
| Seducing Doctor Lewis                      | Jean-François Pouliot                    |                                                                        | Komedi                   | World Cinema Audience Award på Sundance                            |
| La Face cachée de la lune                  | Robert Lepage                            | Robert Lepage, Anne-Marie Cadieux                                      | Drama                    | Québec                                                             |
| 2004                                       |                                          |                                                                        |                          |                                                                    |
| Being Julia                                | István Szabó                             | Annette Bening, Jeremy Irons                                           | Drama                    |                                                                    |
| Care Bears: Journey to Joke-a-lot          | Mike Fallows                             |                                                                        | Animation                |                                                                    |
| Childstar                                  | Mark Rendall, Don McKellar               | Don McKellar                                                           | Komedi                   |                                                                    |
| Cube Zero                                  | Ernie Barbarash                          |                                                                        | Sci-fi, Skräck           |                                                                    |
| Decoys                                     | Matthew Hastings                         | Nicole Eggert, Kim Poirier                                             | Skräck                   |                                                                    |
| Elles étaient cinq                         | Ghyslaine Côté                           |                                                                        | Drama                    |                                                                    |
| The Final Cut                              | Omar Naim                                | Robin Williams, Mira Sorvino, James Caviezel                           | Sci-fi, Thriller         |                                                                    |
| Geraldine's Fortune                        | John N. Smith                            | Jane Curtin                                                            | Komedi, Drama            | Baserad på en pjäs av Michel Tremblay                              |
| Ginger Snaps 2: Unleashed                  | Brett Sullivan                           | Emily Perkins                                                          | Skräck                   |                                                                    |
| Ginger Snaps Back                          | Grant Harvey                             | Katharine Isabelle, Emily Perkins                                      | Skräck                   |                                                                    |
| Godsend                                    | Nick Hamm                                | Greg Kinnear, Rebecca Romijn, Robert De Niro                           | Skräck, Drama            |                                                                    |
| Going the Distance                         | Mark Griffiths                           | Christopher Jacot                                                      | Ungdom, Komedi           |                                                                    |
| Graveyard Alive: A Zombie Nurse in Love    | Elza Kephart (II)                        | Anne Day-Jones, Samantha Slan                                          | Zombie skräck/komedi     | Slamdance 2004 Award                                               |
| Heart of America                           | Uwe Boll                                 | Jurgen Prochnow                                                        | Drama                    |                                                                    |
| It's All Gone Pete Tong                    | Michael Dowse                            | Paul Kaye                                                              | Fiktiv dokumentärfilm    | Canadian Comedy Award Best Film/Actor                              |
| Mémoires affectives                        | Francis Leclerc                          | Roy Dupuis                                                             | Drama                    | 7 Genie och Jutra Awards                                           |
| The Raspberry Reich                        | Bruce LaBruce                            |                                                                        | Komedi                   |                                                                    |
| Ryan                                       | Chris Landreth                           | Ryan Larkin                                                            | Animation, Dokumentär    | Oscar för bästa animerade kortfilm                                 |
| Shake Hands With the Devil                 | Peter Raymont                            | Roméo Dallaire                                                         | Dokumentär               |                                                                    |
| Les Triplettes de Belleville               | Sylvain Chomet                           |                                                                        | Animation                |                                                                    |
| Touch of Pink                              | Ian Iqbal Rashid                         | Jimi Mistry, Kyle MacLachlan                                           | Romantisk komedi         |                                                                    |
| Wilby Wonderful                            | Daniel MacIvor                           | Sandra Oh, Paul Gross, Callum Keith Rennie, James Allodi               | Drama                    |                                                                    |
| Zeyda and the Hitman                       | Melanie Mayron                           | Danny Aiello                                                           | Komedi                   |                                                                    |
| 2005                                       |                                          |                                                                        |                          |                                                                    |
| 3 Needles                                  | Thom Fitzgerald                          |                                                                        | Drama                    | AIDS drama                                                         |
| Aurore                                     | Luc Dionne                               |                                                                        |                          | Baserad på en sann berättelse av Aurore Gagnon                     |
| Beowulf & Grendel                          | Sturla Gunnarsson                        | Gerard Butler, Stellan Skarsgård, Sarah Polley                         | Action, Äventyr, Fantasy | Inspirerad av Beowulf; filmad på Island                            |
| C.R.A.Z.Y.                                 | Jean-Marc Vallée                         | Michel Côté, Marc-André Grondin, Danielle Proulx                       | Drama                    | Genie Award for Best Motion Picture                                |
| Murder Unveiled                            | Vic Sarin                                |                                                                        | Drama                    | Baserad på en sann berättelse av Jaswinder Kaur Sidhu              |
| The Multiple Selves of Hannah Maynard      |                                          |                                                                        | Kortfilm                 |                                                                    |
| Water                                      | Deepa Mehta                              | Seema Biswas, Lisa Ray, John Abraham                                   | Romantik, Drama          | Nominerad till en Oscar för bästa utländska film                   |
| Eve and the Fire Horse                     | Julia Kwan                               | Phoebe Jojo Kut, Hollie Lo, Vivian Wu, Lester Chan                     | Drama                    | Speciellt jurypris på Sundance Film Festival                       |
| 2006                                       |                                          |                                                                        |                          |                                                                    |
| Away from Her                              | Sarah Polley                             | Julie Christie, Gordon Pinsent                                         | Romantik, Drama          | Baserad på en berättelse av Alice Munro                            |
| Black Christmas                            | Glen Morgan                              | Katie Cassidy, Michelle Trachtenberg                                   | Skräck                   |                                                                    |
| Bombay Calling                             | Samir Mallal                             |                                                                        | Dokumentär               | Om ett indinskt callcenter                                         |
| Bon Cop, Bad Cop                           | Eric Canuel                              | Colm Feore, Patrick Huard                                              | Komedi                   | Nominerad till 10 Genies                                           |
| Brand Upon the Brain!                      | Guy Maddin                               |                                                                        | Drama                    |                                                                    |
| The Danish Poet                            | Torill Kove                              |                                                                        | Animerad kortfilm        | Oscar för bästa animerade kortfilm                                 |
| The Wild                                   | Steve 'Spaz' Williams                    | Kiefer Sutherland, Jim Belushi                                         | Animation                |                                                                    |
| A Dog's Breakfast                          | David Hewlett                            |                                                                        | Svart komedi             |                                                                    |
| Fido                                       | Andrew Currie                            | Carrie-Ann Moss                                                        | Zombie komedi            |                                                                    |
| The Journals of Knud Rasmussen             | Zacharias Kunuk                          |                                                                        | Drama                    |                                                                    |
| Manufactured Landscapes                    | Jennifer Baichwal                        | Edward Burtynsky                                                       | Dokumentär               |                                                                    |
| Trailer Park Boys: The Movie               | Mike Clattenburg                         | Robb Wells, John Paul Tremblay                                         | Komedi                   |                                                                    |
| 2007                                       |                                          |                                                                        |                          |                                                                    |
| American Venus                             | Bruce Sweeney                            |                                                                        | Drama                    |                                                                    |
| Anna's Storm                               | Kristoffer Tabori                        | Sheree J. Wilson                                                       | Action, Drama            |                                                                    |
| Blonde and Blonder                         | Dean Hamilton                            | Pamela Anderson, Denise Richards                                       | Komedi                   |                                                                    |
| Bluff                                      | Simon Olivier Fecteau, Marc-André Lavoie |                                                                        | Komedi                   |                                                                    |
| The Bodybuilder and I                      | Bryan Friedman                           |                                                                        | Dokumentär               |                                                                    |
| Breakfast with Scot                        | Laurie Lynd                              | Tom Cavanagh, Ben Shenkman                                             | Komedi                   |                                                                    |
| A Broken Life                              | Neil Coombs                              | Tom Sizemore                                                           | Drama                    |                                                                    |
| Continental, un film sans fusil            | Stéphane LaFleur                         |                                                                        | Dramakomedi              |                                                                    |
| Decoys 2                                   | Jeffery Scott Lando                      | Kim Poirier                                                            | Sci-fi, Skräck           |                                                                    |
| Eastern Promises                           | David Cronenberg                         | Viggo Mortensen, Naomi Watts                                           | Gangsterdrama            |                                                                    |
| Emotional Arithmetic                       | Paolo Barzman                            | Gabriel Byrne, Roy Dupuis                                              | Drama                    |                                                                    |
| Good Luck Chuck                            | Mark Helfrich                            | Dane Cook, Jessica Alba                                                | Komedi                   |                                                                    |
| Madame Tutli-Putli                         | Chris Lavis, Maciek Szczerbowski         |                                                                        | Stop motion              | Vinnare på Filmfestivalen i Cannes 2007                            |
| My Winnipeg                                | Guy Maddin                               | Darcy Fehr, Ann Savage                                                 | Drama                    |                                                                    |
| Jack Brooks: Monster Slayer                | Jon Knautz                               | Robert Englund, Trevor Matthews, Rachel Skarsten                       | Skräck                   |                                                                    |
| Shake Hands with the Devil                 | Roger Spottiswoode                       | Roy Dupuis                                                             | Drama                    |                                                                    |
| Sharkwater                                 | Rob Stewart                              | Rob Stewart                                                            | Dokumentär               |                                                                    |
| Steel Toes                                 | David Gow                                | David Strathairn, Andrew W. Walker                                     | Drama                    |                                                                    |
| Tkaronto                                   | Shane Belcourt                           | Duane Murray, Melanie McLaren, Lorne Cardinal                          | Drama                    |                                                                    |
| Les 3 p'tits cochons                       | Patrick Huard                            | Claude Legault, Guillaume Lemay-Thivierge, Paul Doucet                 | Komedi                   |                                                                    |
| 2008                                       |                                          |                                                                        |                          |                                                                    |
| Adoration                                  | Atom Egoyan                              | Rachel Blanchard, Scott Speedman                                       | Drama                    |                                                                    |
| Be Like Others                             | Tanaz Eshaghian                          |                                                                        | Dokumentär               |                                                                    |
| Gutterballs                                | Ryan Nicholson                           | Alastair Gamble, Jeremy Beland, Mihola Terzic                          | Skräck                   |                                                                    |
| Hank and Mike                              | Matthiew Klinck                          | Paolo Mancini, Thomas Michael, Joe Mantegna, Chris Klein               | Komedi                   |                                                                    |
| How She Move                               | Ian Iqbal Rashid                         |                                                                        | Drama                    |                                                                    |
| The Lollipop Generation                    | G.B. Jones                               | Jena von Brücker, Mark Ewert, Vaginal Davis, Calvin Johnson, Joel Gibb | Experimentell film       |                                                                    |
| Otto; or Up with Dead People               | Bruce LaBruce                            | Jey Crisfar, Marcel Schlutt                                            | Skräck                   |                                                                    |
| Prom Night                                 | Nelson McCormick                         | Brittany Snow, Johnathon Schaech, Scott Porter                         | Skräck                   |                                                                    |
| Prom Wars                                  | Phil Price                               | Raviv Ullman, Alia Shawkat                                             | Komedi                   |                                                                    |
| Passchendaele                              | Paul Gross                               | Paul Gross, Caroline Dhavernas, Gil Bellows                            | Krig                     | Baserad på en sann berättelse                                      |
| Real Time                                  | Randall Cole                             | Randall Cole, Randy Quaid, Jay Baruchel                                | Dramakomedi              |                                                                    |
| 2009                                       |                                          |                                                                        |                          |                                                                    |
| The Baby Formula                           | Alison Reid                              | Angela Vint, Megan Fahlenbock                                          | Fiktiv dokumentärfilm    |                                                                    |
| J'ai tué ma mère                           | Xavier Dolan                             | Xavier Dolan, Anne Dorval, François Arnaud                             | Drama                    |                                                                    |
| Polytechnique                              | Denis Villeneuve                         | Maxim Gaudette, Sebastien Huberdeau, Karine Vanasse                    | Drama                    | Baserad på en sann berättelse om Massakern vid École Polytechnique |
| Walled In                                  | Gilles Paquet-Brenner                    | Mischa Barton, Cameron Bright, Deborah Kara Unger                      | Skräck, Thriller         |                                                                    |
| Trailer Park Boys: Countdown to Liquor Day | Mike Clattenburg                         | Robb Wells, John Paul Tremblay, Mike Smith                             | Komedi                   |                                                                    |